# 윤석준 (정치인)
윤석준(尹碩晙, 1968년 8월 10일~)은 대한민국의 정치인이다. 제6·7대 대구광역시의원을 지냈으며 제29대 대구 동구청장이다.

## 학력
- 영신초등학교 (졸업)
- 청구중학교 (졸업)
- 영진고등학교 (졸업)
- 대구대학교 (법학 / 학사)
- 경북대학교 행정대학원

## 경력
- 2005 ~ 2008: 한나라당 대구시당 청년위원회 위원장
- 2010 ~ 2011: 2011 세계육상선수권대회 특별위원회 부위원장
- 2010.07 ~ 2014.06: 제6대 대구광역시의회 의원
  - 2012.07 ~ 2014.06: 제6대 대구광역시의회 후반기 교육위원회 위원장
- 2014.07 ~ 2018.06: 제7대 대구광역시의회 의원
  - 2014.07 ~ 2016.06: 제7대 대구광역시의회 전반기 교육위원회 위원장
- 2021.11 ~ : 여의도연구원 지방분권정책기획위원회 위원
- 국민의힘 대구시당 부위원장
- 제20대 대통령선거 국민의힘 윤석열 대통령 후보 국민통합위원회 국민참여본부 대구본부장
- 2022.07 ~ : 제29대 민선 8기 대구광역시 동구청장

## 전과
- 도로교통법위반(음주운전): 벌금 1,000,000원 - 2002년 6월 14일 선고[1]
- 도로교통법위반(음주운전): 벌금 1,500,000원 - 2016년 4월 1일 선고[1]

## 역대 선거 결과
|  | 55.52% |

|  | 81.93% |

|  | 24.38% |

|  | 77.54% |